# Coast to Coast AM
A Coast To Coast AM egy népszerű rádióműsor, amelyet Art Bell készített. A program amerikai, kanadai és Fülöp-szigeteki gyökerekkel rendelkezik. 2018 áprilisában Art Bell 72 éves korában elhunyt.

## Cselekmény
Legfőbb témája a paranormális jelenségek (szellemek, ufók és egyéb földön kívüli lények stb.) Minden adásba betelefonálnak a hallgatók, és elmesélik saját történeteiket a jelenségekkel kapcsolatban. A műsorvezető általában interjút is készít tudósokkal vagy átlagos emberekkel. Többször visszatérő vendégek is szerepelnek az epizódokban. 

## Közvetítés
A Coast to Coast AM nagyon népszerű műsornak számít. Egészen a mai napig sugározzák az amerikai rádióállomásokon. 1984-ben készült el az első adás. Jelenleg George Noory vezeti a show-t, de vasárnaponként George Knapp veszi át a helyét. Az USA-ban több stúdióból is sugározzák. A népszerűség hatására úgynevezett spin-off sorozatok is készültek a műsorból. A főcímdalért Giorgio Moroder felelt, a "Chase" című száma a műsor főcímdala.  Magyarországon nem adják a rádiók ezt a műsort.

## Kritika
Popularitása ellenére kritikák is érték a Coast To Coast AM-et, mondván, hogy áltudományos, illetve nem létező dolgokkal foglalkozik, és inkább komoly tudományos témákra kéne fektetnie a hangsúlyt. 